# Clã Haig
O Clã Haig é um clã escocês da região das Terras Baixas, Escócia.
O atual chefe é Alexander Haig, 3º Earl de Haig.